# Kösel-Verlag
Der Kösel-Verlag ist ein deutscher Buchverlag mit Sitz in München. Er geht auf eine 1593 in Kempten gegründete Druckerei zurück. Ab 1805 im Besitz von Joseph Kösel und später der Familien Huber und Wild, gehört Kösel seit 2005 zur Penguin Random House Verlagsgruppe, einem Unternehmen des Bertelsmann-Konzerns.
Das Programm erstreckt sich von Ratgebern und Sachbüchern zu aktuellen Lebens- und Gesellschaftsfragen bis hin zu religiösen Werken und psychologischen Fachbüchern. Auch einige Kalender, Aufsteller und Kartensets gehören zum Programm.

## Geschichte

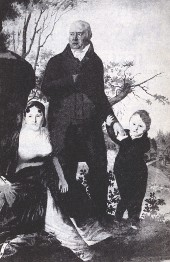
Joseph Kösel mit seiner Frau und einem der Kinder

Rechnung der Jos. Kösel’schen Buchhandlung aus dem Jahr 1904: Otto Merkt ordert 100 Exemplare seiner Dissertation

### Gründung
1593 gründete Bischof Johann Erhard Blarer von Wartensee eine Hofbuchdruckerei im Kloster des Fürststifts Kempten. Diese wurde im Dreißigjährigen Krieg zerstört und ab 1660 von Roman Giel von Gielsberg wieder aufgebaut. 1794 trat Joseph Kösel als Geschäftsführer in den Betrieb ein.
1802 wurde die „Hochfürstliche Hofbuchhandlung“ Eigentum der Regierung von Kurbayern. 1805 erwarb Joseph Kösel die Druckerei und bezog 1811 Räumlichkeiten außerhalb des Klosters. Durch die Säkularisation wurde das Unternehmen unabhängig vom Fürststift und dessen geistlicher Führung.

### Erster und Zweiter Weltkrieg
Nach dem Tod von Joseph Kösel verkaufte seine Witwe 1838 den Betrieb an den Verleger Johann Huber. Seine Familie führte den Betrieb über mehrere Generationen fort und behielt dabei den angestammten Namen „Kösel“ bei. Mitte des 19. Jahrhunderts wurden dampfbetriebene Schnellpressen angeschafft, um die technischen Voraussetzungen für größere Auflagenzahlen zu schaffen. In der bayerischen Landeshauptstadt München errichtete man eine Zweigniederlassung.
Nach dem Ersten Weltkrieg wurden die Verlage Lentner, Isaria und Pustet übernommen. Seit 1907 eine Offene Handelsgesellschaft, firmierte das Unternehmen ab 1920 als Kommanditgesellschaft. 1927 siedelte der Buchverlag nach München über, in Kempten verblieb die Druckerei.
Auf Anordnung der Reichskulturkammer wurde 1939 bekenntnishaftes von neutralem Schrifttum getrennt. Letzteres wurde in den Schulbuchverlag Michael Beckstein überführt. Der Kösel-Verlag blieb auf religiös-konfessionelle Titel beschränkt. Die Zeitungen des Kösel-Verlags, darunter die „Allgäuer Zeitung“, wurden eingestellt oder verkauft. 1944 wurde die Schließung des Betriebs angeordnet.

### Nachkriegszeit und aktuelle Entwicklungen
Nach dem Ende des Zweiten Weltkriegs engagierte man Heinrich Wild als Verlagsleiter. Er stand bis 1975 in Diensten des Unternehmens und wurde Mitgesellschafter. Seine Familie prägte das Unternehmen in der Nachkriegszeit. 1982 entschieden sich die Gesellschafter für eine Trennung der „Graphischen Werkstätten“ vom Kösel-Verlag, sodass der Verlag und die Druckerei selbstständig wurden.
2001 verkaufte Christoph Wild den Kösel-Verlag zunächst an die Deutsche Verlags-Anstalt (DVA) und zog sich aus dem Verlag zurück. 2005 kam der Kösel-Verlag dann unter das Dach der Verlagsgruppe Random House, die heute Penguin Random House Verlagsgruppe heißt.
2014 zog Kösel in das zentrale Gebäude der Verlagsgruppe in Berg am Laim im Münchner Osten.

## Programm
Die Hofbuchdruckerei des Fürststifts fertigte zunächst vor allem Akzidenzdrucke für den eigenen Bedarf. Joseph Kösel leitete die Modernisierung des konfessionellen Buchhandels ein und erweiterte das Programm um weltliche Themen. Neben Büchern verlegte er auch Zeitungen. Historisch war der Kösel-Verlag unter anderem für die Gesamtausgabe des Aufklärers Lorenz von Westenrieder und die Bücher von Sebastian Kneipp bekannt.
Heute verwendet der Verlag den Claim „Kösel wirkt“ und konzentriert sich auf Bücher für ein sinnerfülltes Leben. Aktuelle Autorinnen und Autoren, darunter einige auf den Bestseller-Listen vertretene, sind unter anderem Claudia Croos-Müller, Kareen Dannhauer, Papst Franziskus, Nora Imlau, Jesper Juul, Tamina Kallert, Jerold J. Kreisman, Peter Levine, Manfred Lütz, Kardinal Reinhard Marx, Herbert Renz-Polster, Bärbel Schäfer, Rainer Maria Schießler und Nicola Schmidt.
Das aktuell lieferbare Programm umfasst rund tausend Titel zu aktuellen Lebens- und Sinnfragen, zum gesellschaftlichen Miteinander, zu modernen Familien- und Erziehungsthemen, zu Geburt und Tod und zu religiösen Fragen und Traditionen.